# Борок (Белозерский район)
Борок — деревня в Белозерском районе Вологодской области.
Входит в состав Панинского сельского поселения, с точки зрения административно-территориального деления — в Панинский сельсовет.
Расположена на правом берегу реки Маттерки. Расстояние по автодороге до районного центра Белозерска составляет 69 км, до центра муниципального образования деревни Панинская — 2 км. Ближайшие населённые пункты — Зарецкая, Костино, Панинская.
Население по данным переписи 2002 года — 178 человек (85 мужчин, 93 женщины). Преобладающая национальность — русские (99 %).